# Michael E. O'Neill
Michael E. O'Neill, född 1946, är en amerikansk företagsledare som är styrelseordförande för den globala bankkoncernen Citigroup Inc. sedan 17 april 2012. Han var dessförinnan vice styrelseordförande och CFO för Bank of America Corporation (1995-1998), vd för Barclays PLC (1999) och styrelseordförande och vd för Bank of Hawaii Corporation (2000-2004).
O'Neill avlade en filosofie kandidat i västerländsk kultur vid Princeton University och en master of business administration vid University of Virginia.